# Charles Belgique Hollande de La Trémoille
Pour les autres membres de la famille, voir Maison de La Trémoille.
Charles III Belgique Hollande de La Trémoille, 5e duc de Thouars de 1674 à sa mort, né en mai 1655 à La Haye et mort le 1er juin 1709 à Paris, paroisse Saint Sulpice, est un gentilhomme français.
Charles III de La Trémoille, dit le « duc de La Trémoille », porte également les titres de prince de Tarente, comte de Laval, de Montfort et de Benon. Il est également pair de France.

## Biographie
Fils d'Henri II de La Trémoille et d'Amélie de Hesse-Cassel, elle-même fille de Guillaume V de Hesse-Cassel, Charles III Belgique Hollande de La Trémoille descend de familles puissantes et influentes. Il est le petit-fils d'Henri Ier de La Trémoille et de Marie de La Tour d'Auvergne. Il a une sœur, Charlotte-Amélie, figure de la cour danoise. Par sa mère, il est cousin utérin de la duchesse d'Orléans, belle-sœur du roi Louis XIV. Celle-ci a protesté auprès de son beau-frère quand la révocation de l'édit de Nantes a forcé sa tante à l'exil.
Il sert dans les armées du Roi : en 1674, il est nommé gouverneur de Vitré, puis gouverneur de Thouars, où se trouve sa propriété de famille, le château de Thouars.
En 1707, il fait reconstruire les écuries de cette demeure.
En 1675, il est fait premier gentilhomme de la Chambre du Roi, en 1676, maréchal des camps et armées du Roi. En 1702, il est nommé gouverneur de Châtellerault.

### Distinction
- Chevalier ders ordres du Roi (1688)

### Mariage et descendance
Il épouse, par contrat passé le 3 avril 1675, Madeleine de Créquy, membre de la grande famille de Blanchefort-Créquy, fille unique de Charles III de Créquy duc de Créquy, pair de France, et d'Anne-Armande de Saint-Gelais de Lansac. Madeleine de Créquy est dame et duchesse de Poix. Elle est aussi dame de Fressin. Née en 1662 et elle meurt à Paris, paroisse Saint Sulpice, le 12 août 1707. Avec elle, s'éteignit le duché pairie de Poix. Ils eurent deux enfants :
- Marie-Armande de La Trémoille, héritière de la principauté de Poix et de la terre de Fressin (1677 - Paris, 5 mars 1717). mariée le 1er février 1696 avec Emmanuel-Théodose de la Tour d'Auvergne, duc de Bouillon, vicomte de Turenne, grand chambellan de France, gouverneur et lieutenant-général en haute et basse Auvergne (1668-16 mai 1730), fils de Godefroy-Maurice de La Tour d'Auvergne et de Marie-Anne Mancini. Dont postérité.
- Charles Louis Bretagne de La Trémoïlle 6e duc de Thouars, duc de La Trémoïlle, prince de Tarente, pair de France, maréchal des camps et armées du Roi (Paris, 15 mars 1683 - Paris, 9 octobre 1719), marié en 1706 avec Marie-Madeleine Motier de La Fayette 1691-1717), dont postérité ;

### Religion
Charles Belgique Hollande, que son père souhaite aussi voir abjurer, est ramené à Laval et confié aux soins du sieur de Villebourg, chanoine de Saint-Tugal. Il fait son abjuration le 12 octobre 1670. Devenu catholique, comme son grand-père et prédécesseur qui s’était converti, il a fait construire, en forêt de Bouère, une église dédiée à saint Charles Borromée.